# FK Baník Sokolov
Maillots
Le FK Baník Sokolov est un club tchèque de football basé à Sokolov dans la Région de Karlovy Vary en Tchéquie, et fondé en 1948.

## Histoire
Il termine sur le podium du championnat de deuxième division lors de la saison 2011-2012.

### Historique des noms
- 1948 – SK HDB Falknov nad Ohří
- 1948 – ZTS Sokol HDB Sokolov
- 1953 – DSO Baník Sokolov
- 1962 – TJ Baník Sokolov
- 1992 – FK Baník Sokolov

## Anciens joueurs
- Vladimír Darida
- Michael Krmenčík
- Miloš Kratochvíl
- Laco Takács
- Patrik Hrošovský